# Robert Bathurst
Robert Guy Bathurst (Accra, 22 febbraio 1957) è un attore inglese.

## Biografia
Robert Guy Bathurst è nato ad Accra, in Costa d'Oro (l'attuale Ghana) da Philip Charles Metcalfe Bathurst, discendente del politico Charles Bathurst e parente dei conti Bathurst e dei visconti Bledisloe, e da Gillian Debenham.
Suo padre era uno dei Royal Engineers durante la seconda guerra mondiale e lavorava in Africa occidentale come consulente di gestione. Sua madre era una fisioterapista. La coppia ha avuto altri due figli, Nicholas e Charlotte.
La famiglia ha vissuto in Ghana fino al 1959, anno in cui si è trasferita a Dublino. Bathurst e suo fratello hanno frequentato due scuole della capitale prima di essere mandati a Headfort, un collegio a Kells, nella contea di Meath. Bathurst ha commentato aspramente il periodo che lui e il fratello, entrambi cattolici, hanno trascorso nel collegio anglicano: "Siamo stati incarcerati in una casa georgiana enorme e puzzolente, dove siamo stati trattati in modo davvero brutale".
Nel 1966 la famiglia ha traslocato in Inghilterra e Bathurst è stato iscritto al collegio Worth School nel Sussex.
All'età di 13 anni ha iniziato a recitare in scenette e riviste minori, oltre a leggere vecchie copie della rivista Plays and Players, "studiando le planimetrie dei teatri e leggendo della costruzione di nuovi teatri". Si era interessato alla recitazione per la prima volta quando la famiglia aveva assistito ad una pantomima al Gaiety Theatre di Dublino e il giovane Bathurst aveva osservato a lungo gli attori, in attesa dei loro segnali, dietro le quinte.
Bathurst ha lasciato Worth all'età di 18 anni per studiare legge al Pembroke College di Cambridge. Lì ha trascorso gran parte del tempo esibendosi con la compagnia teatrale Footlights insieme a Hugh Laurie, Rory McGrath ed Emma Thompson.  Negli anni 1977-1978 è stato segretario del gruppo e nel 1978-1979 ne è divenuto presidente.
Tra le Footlights Revues a cui ha partecipato c'erano la piece Stage Fright (1978), che ha anche co-scritto, e Nightcap (1979). Ha anche diretto ed è apparso nella pantomima di Aladino e la lampada meravigliosa nei panni della vedova Twankey (1978-1979).
Ha frequentato il corso professionale per avvocati presso la facoltà di giurisprudenza a Londra, che gli ha permesso di diventare un barrister praticante, scegliendo in seguito di dedicarsi completamente alla recitazione.

## Carriera
Dopo aver lasciato Cambridge, nel 1981 Bathurst ha trascorso un anno in tournée in Australia con la compagnia Footlights, recitando in Botham: The Musical. In seguito ha descritto il tour come "un gruppo di giovani imberbi che volano in giro per conferenze stampa e show". Nello spettacolo recitavano anche i giovani Stephen Fry, Hugh Laurie e Emma Thompson.
Sebbene gli piacesse il suo lavoro con i Footlights, non ha continuato a esibirsi col gruppo, temendo che sarebbe "finito a 35 anni, dopo aver sminuito il loro successo durante la prima parte della [propria] carriera".
Il suo primo ruolo professionale dopo l'università è stato nella serie della BBC Radio 4 Injury Time, insieme agli altri artisti della Footlights Rory McGrath ed Emma Thompson.
Nel 1982, invece, ha interpretato il primo ruolo televisivo, quando è apparso come il principe Henry nell'episodio pilota inedito di Blackadder . Aveva già recitato in un video di formazione del regista Geoff Posner e ha poi ottenuto il ruolo di Henry come ringraziamento. Il personaggio è stato declassato e cancellato quando la serie è stata registrata come The Black Adder. Altri ruoli televisivi durante gli anni 80 comprendono le serie Chelmsford 123 e The Lenny Henry Show.
Il debutto professionale sul palcoscenico di Bathurst è avvenuto l'anno successivo, nel 1983, quando si è unito al secondo cast di Rumori fuori scena (Noises Off) di Michael Frayn al Savoy Theatre. In seguito ha sostituito l'attore Roger Lloyd-Pack al Savoy Theatre per un anno. In questo periodo ha anche lavorato come presentatore televisivo per il canale BBC East.
Nel 1984, dopo aver rifiutato un'offerta per diventare presentatore di That's Life!, è entrato nel Royal National Theatre ed ha recitato come attore di sfondo in Santa Giovanna di George Bernard Shaw. Lo ha considerato come "il lavoro più demoralizzante" che abbia mai avuto, ciononostante è stato grato per l'esperienza teatrale ottenuta.
L'anno successivo è apparso al The Man in the Moon, un pub-teatro di Chelsea, in Judgment, un monologo di due ore sul cannibalismo. Il pubblico della serata di apertura era composto da solo tre persone ma, dopo alcune buone recensioni sulla stampa nazionale, è cresciuto fino a una media di quindici spettatori ad ogni spettacolo.
Un direttore del casting per il film di James Bond 007 - Zona pericolo (The Living Daylights) ha convinto Bathurst a fare un'audizione per il ruolo dell'agente segreto, che lui ha considerato fin da subito ridicola, in quanto si trattava solo di un metodo dei produttori per mettere pressione a Timothy Dalton affinché assumesse il ruolo, dicendogli che stavano ancora facendo audizioni ad altri attori. Al riguardo, Bathurst ha poi commentato: "Non avrei mai potuto farlo, gli attori di Bond sono sempre molto diversi da come sono io".
Ha continuato a fare apparizioni minori in televisione per tutti gli anni 80. Nel 1987 ha fatto un provino per il ruolo di Dave Lister nella sitcom fantascientifica Red Dwarf della BBC North: la parte alla fine è andata a Craig Charles, ma a Bathurst è stato assegnato un ruolo nel primo episodio della prima serie come Frank Todhunter, il secondo ufficiale della nave. Dieci anni dopo, Bathurst è stato invitato a riprendere il ruolo, ma altri impegni gli hanno impedito di riapparire nei panni del personaggio.
Nel 1989 è apparso in sei episodi della serie Anything More Would Be Greedy di Malcolm Bradbury in onda su Anglia Television, nel ruolo del deputato Dennis Medlam. Il programma è stato trasmesso nel 1990, anno in cui Bathurst si è esibito in Up Yer News, un programma di attualità in diretta trasmesso su BSB.
Mentre lavorava a Up Yer News, Bathurst ha fatto un provino per la commedia televisiva semi-autobiografica Joking Apart, scritta da Steven Moffat, dopo aver notato un collega che leggeva la sceneggiatura per prepararsi all'audizione. Nel 1991 Bathurst ha ottenuto la parte e il pilot di Joking Apart è stato trasmesso come una puntata di Comic Asides della BBC 2. Sebbene siano stati realizzati solo tredici episodi tra il 1991 e il 1995, il ruolo nella serie dello scrittore di sitcom Mark Taylor rimane il preferito di Bathurst di tutta la sua carriera. Dopo che la prima stagione è stata trasmessa, un critico ha definito Bathurst il "miglior comico esordiente del 1993".
Tra il 1991 e il 1995 Bathurst è apparso anche in No Job for a Lady, The House of Eliott e The Detectives, oltre a recitare in teatro in The Choice con la regia di Annie Castledine, Getting Married di George Bernard Shaw, al fianco di Dorothy Tutin, e Il naso  di Nikolaj Vasil'evič Gogol', adattato da Alastair Beaton e diretto da Martin Duncan.
Nel 1996 ha recitato in Il vento tra i salici di Terry Jones. Inoltre, mentre interpretava The Rover al Salisbury Playhouse, ha ottenuto un'audizione per la commedia drammatica Cold Feet della ITV, che è andata in onda per cinque stagioni dal 1998 al 2003 e di nuovo per altre quattro stagioni dal 2016 al 2020. Si era presentato all'audizione con un look "barbuto e ispido", a causa del personaggio che interpretava a teatro, e non si aspettava di ottenere il ruolo del pomposo consulente di gestione della "upper-middle class" David Marsden. Nonostante il ruolo del personaggio nel pilot fosse minore, creato all'ultimo minuto per supportare i personaggi interpretati da James Nesbitt e Helen Baxendale, Bathurst lo ha mantenuto invece per cinque anni, dal 1998 al 2003. L'unica nota del personaggio nella sceneggiatura riguardava il suo stipendio alto, ma Bathurst ha identificato il ruolo di David Mardsen come un "ragazzo post-thatcheriano", uno "storpio emotivo", originariamente con poca profondità, anche se in seguito è rimasto egli stesso stupito dalle trame emerse nello show, che gli donavano maggiore spessore. Come altri membri del cast, Bathurst ha suggerito agli autori della serie alcuni dettagli sulla trama ed elementi migliori per caratterizzare i personaggi. Il ruolo lo ha reso decisamente più riconoscibile al pubblico e alle case di produzione, al punto che spesso ha dovuto rifiutare potenziali sceneggiature che erano "ovvie riscritture del personaggio".
Nel 1998 ha recitato anche in Alarms and Excursions di Michael Frayn e nel 1999 in Hedda Gabler, che è stato il suo ultimo lavoro teatrale per diversi anni, fino al 2003. Sul Daily Telegraph, Charles Spencer ha descritto il suo ruolo come una "strana scelta di casting", ma ha definito la sua recitazione come "una pugnalata coraggiosa".
Nel 2001 Bathurst è apparso nel video musicale del singolo "Uptown Girl" degli Westlife ed ha recitato nel film televisivo Goodbye, Mr Steadman, al fianco di Caroline Quentin.
Nel 2002 ha interpretato tre episodi della serie White Teeth, un adattamento del romanzo Denti bianchi  di Zadie Smith. Successivamente, dopo aver terminato Cold Feet, Bathurst ha recitato nella serie My Dad's the Prime Minister, in cui interpreta il primo ministro britannico immaginario Michael Philips. La prima stagione è stata trasmessa dalla CBBC nel 2003. Per prepararsi al ruolo ha assistito ai dibattiti alla Camera dei Comuni, ma ha dichiarato di non aver basato la propria interpretazione su Tony Blair, all'epoca primo ministro del Regno Unito.
Nel 2003 Bathurst è tornato a teatro per interpretare Vershinin in Tre sorelle di Anton Čechov, al fianco di Kristin Scott Thomas ed Eric Sykes. Non conosceva quest'opera, prima di recitarvi, e il regista Michael Blakemore gli ha consigliato di utilizzare questo fatto a proprio vantaggio, dato che non avrebbe sentito di dover essere all'altezza delle interpretazioni precedenti. Al termine delle date in cartellone, è stata girata un'edizione speciale di Tre sorelle con lo stesso cast per la BBC Four.
Nel 2005, anno in cui è stata trasmessa la seconda serie di My Dad's the Prime Minister, ha recitato nel thriller The Stepfather della ITV, nel ruolo di Christopher Veazey, un umile impiegato la cui figlia è scomparsa. Bathurst era contento che questo ruolo avesse un lato emotivo, rispetto a quello del suo precedente personaggio David Marsden, che usava come metro di misura per accettare o meno le parti che gli venivano proposte. Sempre nel 2005, ha interpretato il signor Sesseman in un adattamento di Heidi e il dottor Massimo ne Il signore dei ladri.
Nel 2006 ha interpretato il ruolo dell'imprenditore, pilota automobilistico e baronetto Mark Thatcher in Coup!, una drammatizzazione del tentato colpo di stato (in inglese "coup") in Guinea Equatoriale del 2004. Ha anche recitato nel ruolo di Adrien, al fianco di Nicholas Tennant, nella prima britannica di Members Only ai Trafalgar Studios.

Alla fine dell'anno, è apparso al fianco di Richard Wilson in Whipping it Up, un'opera teatrale sulle whip in un governo immaginario presieduto da David Cameron. Ancora una volta, per prepararsi al ruolo ha assistito a dei dibattiti della Camera dei Comuni.

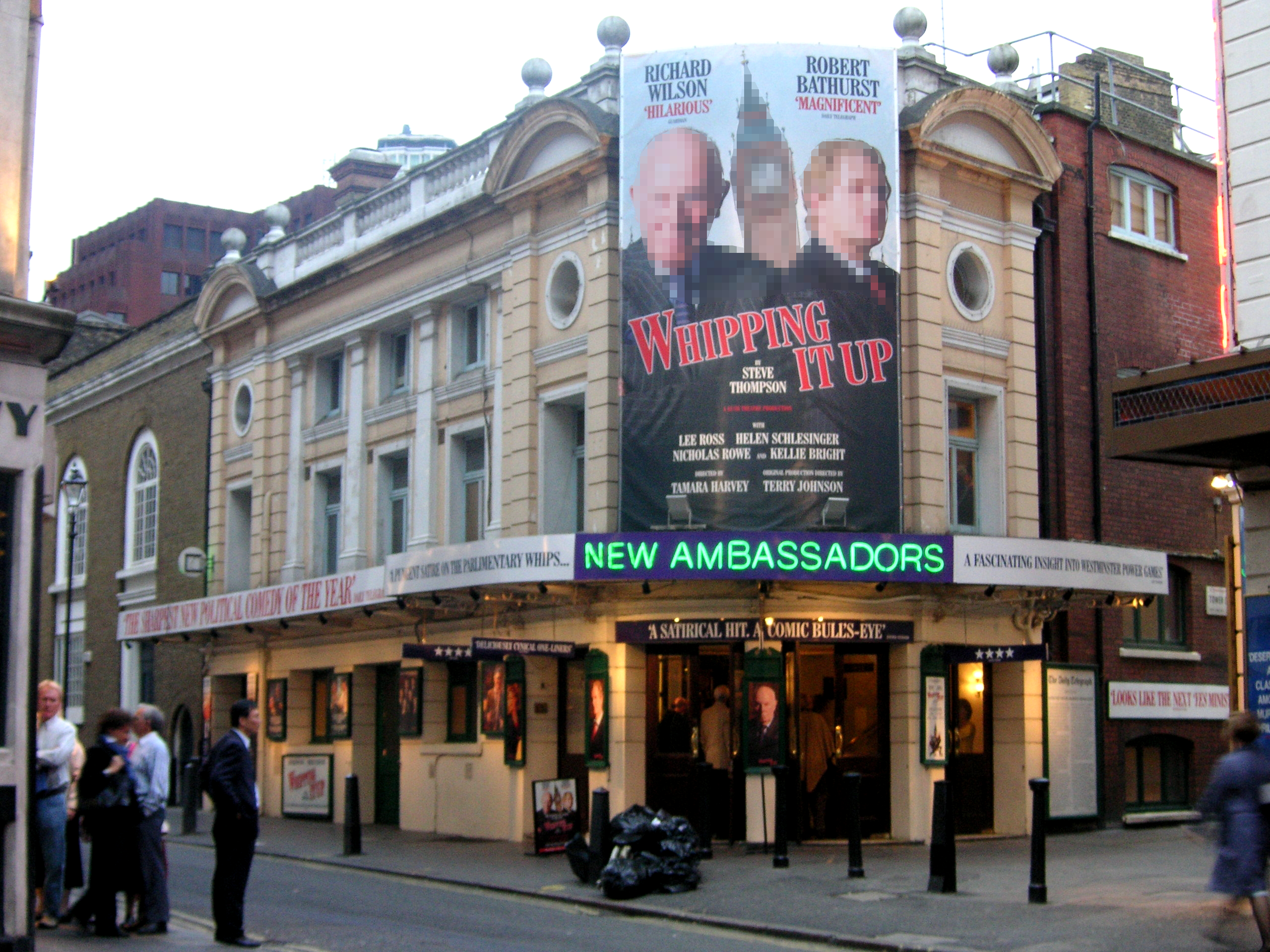
L'Ambassadors Theatre, dove Bathurst appare in cartellone per lo spettacolo Whipping It Up

Nel 2006 Bathurst è apparso in un episodio della serie televisiva Poirot, in cui ha interpretato Gilbert Entwhistle in un adattamento del romanzo Dopo le esequie di Agatha Christie. Dopo una stagione al Bush Theatre, alla fine del 2006 lo spettacolo Whipping it Up si è trasferito al New Ambassadors Theatre da marzo a giugno 2007.
Il tour ha coinciso con la sua apparizione come protagonista in Alex, un'opera basata sul fumetto del Daily Telegraph con la regia di Phelim McDermott. Lo spettacolo è andato in scena all'Arts Theatre tra ottobre e novembre 2007 e vedeva Bathurst interagire con altri personaggi proiettati su uno schermo dietro di sé. Ha dichiarato di essere stato fin da subito attratto dal personaggio a causa della "duplicità e astuzia" che usa per uscire dalle situazioni difficili. Questo ruolo gli è valso una nomination per la migliore interpretazione (Best Solo Performance) ai What's on Stage Awards. Ha poi ripreso il personaggio di Alex in un tour internazionale da settembre a novembre 2008, calcando i palchi di Melbourne, Sydney, Hong Kong, Singapore e Dubai. In seguito, sempre nei panni del personaggio, ha presentato una serie in dieci parti su Classic FM che ha vinto un Gold Award ai Sony Radio Academy Awards nel 2012.
Nel 2007 ha recitato nel ruolo del linguista Charles nella prima stagione della sitcom Hut 33 della BBC Radio 4. Ha poi ripreso il ruolo per altre due stagioni, nel 2008 e nel 2009.
Nel 2009 Bathurst ha fatto la sua terza e ultima apparizione nei panni del mercante d'arte James Garrett in My Family. Ha anche interpretato il ruolo del signor Weston nel dramma in costume Emma, trasmesso nell'ottobre 2009 su BBC One. In precedenza, nel 2000, aveva interpretato lo stesso personaggio in un adattamento in due parti di Emma per BBC Radio 4.
Tra gennaio e aprile 2010 ha recitato nel ruolo di Garry Essendine in un revival di Il divo Garry (Present Laughter) di Noël Coward, partecipando alla tournée nazionale. Questa è stata la prima volta in cui Bathurst è apparso in un'opera teatrale di Coward. In seguito è stato scelto per un altro ruolo, quello di Charles Condomine, in Spirito allegro (Blithe Spirit). Lo spettacolo è stato in cartellone nei teatri dell'Inghilterra meridionale nel 2010 e all'inizio del 2011, prima di essere inscenato per tre mesi all'Apollo Theatre di Londra.
Nel 2010 Bathurst ha recitato in televisione nel ruolo di Percy Hamleigh nella miniserie tedesco-canadese I pilastri della terra e ha avuto un ruolo ricorrente, quello del vedovo Sir Anthony Strallan, nella serie drammatica Downton Abbey.
Nel 2011 ha impersonato John Le Mesurier nel film biografico Hattie di Hattie Jacques, e nel 2012 si è unito al cast della serie drammatica di ITV Cuore d'Africa, oltre ad avere un ruolo ricorrente nella serie comica Toast of London.
Nel 2014 è apparso in Midsomer Murders ed ha interpretato Andy Cummings-Browne nell'adattamento di Sky One del romanzo Agatha Raisin e la quiche letale di M.C. Beaton.
Nel settembre 2016 Bathurst ha ripreso il ruolo di David Marsden in Cold Feet.
Nel 2019 Bathurst ha interpretato il sergente Wilson in Dad's Army: The Lost Episodes, una nuova creazione di tre episodi mancanti della commedia Dad's Army della BBC. Ha anche recitato nel ruolo di Jeffrey Bernard in Jeffrey Bernard Is Unwell al Coach and Horses di Soho, ricevendo recensioni positive.

## Vita privata
Bathurst ha conosciuto l'artista Victoria Threlfall tramite amici comuni e si sono sposati nel 1985. Hanno quattro figlie: Matilda, Clemency, Oriel e Honor.

## Filmografia[45]

### Cinema
- Una signora chiamata presidente (Whoops Apocalypse), regia di Tom Bussmann (1986)
- Just Ask for Diamond, regia di Stephen Bayly (1988)
- Bella e accessibile (Twenty-One), regia di Don Boyd (1991)
- Il vento nei salici (The Wind in the Willows), regia di Terry Jones (1996)
- Il re dei Ladri (The Thief Lord), regia di Richard Claus (2006)
- Scoop, regia di Woody Allen (2006)
- Mrs. Brown's Boys D'Movie, regia di Ben Kellett (2014)
- Un'occasione da Dio (Absolutely Anything), regia di Terry Jones (2015)
- Narcopolis, regia di Justin Trefgarne (2015)
- What a Carve Up!, regia di Tamara Harvey (2020)
- Monaco: sull'orlo della guerra (The Edge of War), regia di Christian Schwochow (2021)

### Televisione
- The 1977 Cambridge Footlights Revue – film TV, regia di Griff Rhys Jones (1977)
- The Black Adder – serie TV, episodio pilota (1982)
- The Lenny Henry Show – serie TV, 7 episodi pilota (1984 – 1985)
- Starting Out – serie TV, episodio 6x05 (1986)
- Who Dares Wins – serie TV, episodio 3x06 (1986)
- Everyman – serie TV, episodio 12x14 (1986)
- New World – film TV, regia di Norman Stone (1986)
- The District Nurse – serie TV, episodio 3x10 (1987)
- Red Dwarf – serie TV, episodio 1x01 (1988)
- Chelmsford 123 – serie TV, episodio 1x01 (1988)
- All in Good Faith – serie TV, episodio 3x04 (1988)
- Anything More Would Be Greedy – serie TV, 6 episodi (1989)
- About Face – serie TV, episodio 2x04 (1991)
- Lazarus & Dingwall – serie TV, episodio 1x01 (1991)
- Joking Apart – serie TV, 13 episodi (1991-1995)
- No Job for a Lady – serie TV, episodio 3x06 (1992)
- Early Travellers in North America – serie TV, episodio 1x02-1x05 (1992)
- The House of Eliott – serie TV, episodio 2x10 (1992)
- The Detectives – serie TV, episodio 2x03 (1994)
- Screen One – serie TV, episodio 6x02 (1994)
- Get Well Soon – serie TV, 5 episodi (1997)
- Cold Feet – serie TV, 61 episodi (1997-2020)
- Hornblower: The Even Chance – film TV, regia di Andrew Grieve (1998)
- The Nearly Complete and Utter History of Everything – film TV, regia di Dewi Humphreys, Paul Jackson e Matt Lipsey (1999)
- Goodbye, Mr Steadman – film TV, regia di Sandy Johnson (2001)
- The Secret – serie TV, episodi 1x01-1x02 (2002)
- White Teeth – serie TV, episodio 1x02-1x03-1x04 (2002)
- The Safe House – film TV, regia di Simon Massey (2002)
- Three Sisters – film TV, regia di Michael Samuels (2004)
- New Tricks: Nuove tracce per vecchie volpi  – serie TV, episodio 1x06 (2002)
- My Dad's the Prime Minister – serie TV, 13 episodi (2003-2004)
- The Stepfather – film TV, regia di Ashley Pearce (2005)
- Heidi – film TV, regia di Paul Marcus (2005)
- The Comic Strip Presents... – serie TV, episodio 8x03 (2005)
- Poirot – serie TV, episodio 10x03 (2006)
- Coup! – film TV, regia di Simon Cellan Jones (2006)
- My Family – serie TV, episodi 6x08-7x04-9x02 (2006-2009)
- Kingdom – serie TV, episodio 1x05 (2007)
- Emma – serie TV, episodio 1x01-1x02-1x03-1x04 (2009)
- The Queen – serie TV, episodio 1x01 (2009)
- I pilastri della Terra – serie TV, 8 episodi (2010)
- Downton Abbey – serie TV, 7 episodi (2010-2012)
- Hattie – film TV, regia di Dan Zeff (2011)
- Cuore d'Africa – serie TV, 9 episodi (2012)
- Toast of London – serie TV, 21 episodi (2012-2020)
- Dracula – serie TV, 8 episodi (2013)
- Blandings – serie TV, episodio 1x01-2x02-2x03-2x07 (2013-2014)
- L'ispettore Barnaby – serie TV, episodio 16x04 (2014)
- Dottoressa Peluche – serie TV, episodio 2x27 (2014)
- Agatha Raisin and the Quiche of Death – film TV, regia di Geoffrey Sax (2014)
- Cockroaches – serie TV, episodio 1x01-1x02-1x05 (2015)
- Mrs. Brown's Boys – serie TV, episodio 3x12 (2015)
- Million Dollar American Princesses – serie TV, episodio 2x01 (2016)
- Gap Year – serie TV, episodio 1x06 (2017)
- Dave Allen at Peace – film TV, regia di Andy De Emmony (2018)
- Dad's Army: The Lost Episodes – serie TV, episodio 1x01-1x02-1x03 (2019)
- Doctor Who – serie TV, episodio 13x05 (2021)
- The Mezzotint – film TV, regia di Mark Gatiss (2021)
- The Larkins – serie TV, episodi 1x01-1x02-1x06-1x07 (2021)
- Toast of Tinseltown – serie TV, episodi 1x01-1x02-1x03-1x06 (2022)

### Cortometraggi
- Up Yer News (1990)
- Euphoric Scale, regia di David Skynner (1993)
- Talk, regia di Michael Müller (2006)
- Life:XP, regia di Justin Trefgarne (2007)
- A Family Portrait, regia di Joseph Pierce (2009)
- The Maestro, regia di Ben Blaine e Chris Blaine (2011)
- The Fall, regia di Nathan Horrocks e Robert Bathurst (2021)

### Videoclip
- Uptown Girl (Westlife), regia di Stuart Gosling (2001)

## Teatrografia[9][46]
- Tag!, regia di Griff Rhys Jones. Arts Theatre di Cambridge (7 – 18 giugno 1977); Oxford Playhouse di Oxford (20 – 25 giugno 1977); Robin Hood Theatre di Averham (4 – 9 luglio 1977); St Mary's Street Hall di Edimburgo (19 agosto – 10 settembre 1977)
- Stage Fright, regia di Martin Bergman. Arts Theatre di Cambridge (6 – 17 giugno 1978); St Mary's Street Hall di Edimburgo (18 agosto – 3 settembre 1978)
- Aladino e la lampada meravigliosa, regia di Robert Bathurst e Martin Bergman. ADC Theatre di Cambridge (21 novembre – 2 dicembre 1978)
- Nightcap, regia di Clive Anderson. Arts Theatre di Cambridge (5 – 16 giugno 1979); St Mary's Street Hall di Edimburgo (17 agosto – 1 settembre 1979)
- Brown Rice with Everything, regia di Charles McFarland. St Mary's Street Hall di Edimburgo (21 agosto – 1 settembre 1979)
- Botham: The Musical. Tour in Australia: Perth, Adelaide, Melbourne, Canberra, Sydney, Brisbane, Hobart, Launceston, Burnie, Albury-Wodonga (1981)
- Beyond the Footlights, regia di Jon Plowman. Lyric Theatre di Hammersmith (5 – 10 aprile 1982)
- Rumori fuori scena (Noises Off), di Michael Frayn, regia di Michael Blakemore. Savoy Theatre di Londra (dal 3 gennaio 1983)
- Santa Giovanna (Saint Joan), di George Bernard Shaw, regia di Ronald Eyre. Royal National Theatre di Londra (16 febbraio – 24 luglio 1984)
- Mandragola, di Niccolò Machiavelli, regia di David Gilmore. Royal National Theatre di Londra (14 giugno – 20 ottobre 1984)
- L'albergo del libero scambio (A Little Hotel on the Side), di Georges Feydeau e Maurice Desvallières, regia di Jonathan Lynn. Royal National Theatre di Londra (dal 10 agosto 1984)
- The Swap, regia di Mark McCrum. Boulevard di Soho (settembre – ottobre 1986)
- Judgement, regia di Paul Jepson. Man in the Moon Theatre di Chelsea (18 agosto – 15 settembre 1987)
- Ubu, regia di Paul Jepson. Latchmere Theatre di Battersea (28 dicembre 1987 – 15 gennaio 1988)
- Dry Rot, regia di Christopher Renshaw. Theatre Royal di Bath (1988) e Lyric Theatre della Città di Westminster (28 settembre 1988 – 7 gennaio 1989)
- The Next Best Thing, regia di Patrick Sandford. Nuffield Theatre di Southampton (febbraio – marzo 1990)
- L'importanza di chiamarsi Ernesto (The Importance of Being Earnest), di Oscar Wilde, regia di Pip Broughton. Nottingham Playhouse di Nottingham (3 – 20 ottobre 1990)
- Il segreto di Lady Audley (Lady Audley's Secret), regia di Annie Castledine. Lyric Theatre di Hammersmith (21 ottobre – 30 novembre 1991)
- The Choice, regia di Annie Castledine. Salisbury Playhouse di Salisbury (12 – 28 marzo 1992)
- Getting Married, di George Bernard Shaw, regia di Frank Hauser. Chichester Festival Theatre di Chichester (30 aprile – 24 giugno 1993)
- La commedia degli errori (The Comedy of Errors), di William Shakespeare, regia di Paul Clayton. Nottingham Playhouse di Nottingham (1 settembre – 1 ottobre 1994)
- Il naso (The Nose), di Nikolaj Vasil'evič Gogol', regia di Martin Duncan. Nottingham Playhouse di Nottingham (25 marzo –15 aprile 1995)
- The Rover, di Aphra Behn, regia di Jonathan Church. Salisbury Playhouse di Salisbury (29 aprile – 25 maggio 1996)
- Good Copy, regia di Topher Campbell. West Yorkshire Playhouse di Leeds (1 – 5 luglio 1997)
- Alarms and Excursions, regia di Michael Blakemore. Yvonne Arnaud Theatre di Guildford (14 – 25 luglio 1998); Gielgud Theatre della Città di Westminster (14 settembre 1998 – 6 marzo 1999)
- Hedda Gabler, di Henrik Ibsen, regia di Annie Castledine. Theatre Royal di Plymouth (18 – 27 novembre 1999); Richmond Theatre di Richmond upon Thames (29 novembre – 4 dicembre 1999);Theatre Royal di Brighton (6 – 11 dicembre 1999)
- Tre sorelle (Three Sisters), di Anton Čechov, regia di Michael Blakemore. Playhouse Theatre della Città di Westminster (30 marzo – 18 maggio 2003)
- David Blunkett: The Musical, regia di Mary-Jo Paranzino. Soho Theatre di Soho (14 aprile 2005)
- Members Only, regia di Marianne Badrichani. Trafalgar Studios della Città di Westminster (28 marzo – 22 aprile 2006)
- Whipping it Up, regia di Terry Johnson. Bush Theatre di Hammersmith e Fulham (10 novembre – 23 dicembre 2006); Ambassadors Theatre della Città di Westminster (1 marzo – 16 giugno 2007); New Victoria Theatre di Woking (4 – 8 settembre 2007); Palace di Southend-on-Sea (10 – 15 settembre 2007); Everyman Theatre di Cheltenham (17 – 22 settembre 2007); Richmond Theatre di Richmond upon Thames (1 – 6 ottobre 2007); Theatre Royal di Brighton (8 – 13 ottobre 2007); Theatre Royal di Bath (15 – 20 ottobre 2007); Churchill Theatre di Bromley (12 – 17 novembre 2007)
- Alex, regia di Phelim McDermott. Arts Theatre della Città di Westminster (18 ottobre – 8 dicembre 2007); Devonshire Park Theatre di Eastbourne (21 – 25 ottobre 2008); Theatre Royal di Windsor (27 ottobre – 1 novembre 2008); Yvonne Arnaud Theatre di Guildford (4 – 8 novembre 2008); Derngate Theatre di Northampton (10 – 15 novembre 2008); Mercury Theatre di Colchester (17 – 22 novembre 2008); Leicester Square Theatre della Città di Westminster (21 novembre 2008 – 11 gennaio 2009)
- Il divo Garry (Present Laughter), di Noël Coward, regia di Belinda Lang. Richmond Theatre di Richmond upon Thames (18 – 21 gennaio 2010); Arts Theatre di Cambridge (8 – 13 febbraio 2010); Everyman Theatre di Cheltenham (15 – 20 febbraio 2010); Theatre Royal di Nottingham (1 – 6 marzo 2010); Theatre Royal di Bath (29 marzo – 3 aprile 2010)
- Spirito allegro (Blithe Spirit), di Noël Coward, regia di Thea Sharrock. Theatre Royal di Bath (3 – 13 novembre 2010); Theatre Royal di Brighton (16 – 21 novembre 2010); Arts Theatre di Cambridge (22 – 27 novembre 2010); Milton Keynes Theatre di Milton Keynes (14 – 19 febbraio 2011); Richmond Theatre di Richmond upon Thames (21 – 26 febbraio 2011); Apollo Theatre della Città di Westminster (2 marzo – 18 giugno 2011)[47]
- Blue/Orange, di Joe Penhall, regia di Christopher Luscombe. Theatre Royal di Brighton (13 – 22 settembre 2012); Waterside di Aylesbury (25 – 29 settembre 2012); Princess Theatre di Torquay (2 – 6 ottobre 2012); Grand Opera House di York (9 – 13 ottobre 2012); New Victoria Theatre di Woking (16 – 20 ottobre 2012); Alexandra Theatre di Birmingham (23 – 27 ottobre 2012); Churchill Theatre di Bromley (30 ottobre – 3 novembre 2012); Theatre Royal di Glasgow (6 – 10 novembre 2012); Richmond Theatre di Richmond upon Thames (13 – 17 novembre 2012); Opera House di Manchester (20 – 24 novembre 2012); Regent Theatre di Stoke-on-Trent (27 novembre – 1 dicembre 2012)[48]
- Jeffrey Bernard is Unwell, di Keith Waterhouse, regia di James Hillier. Norman's Coach and Horses di Londra (7 maggio – 1 giugno 2019)[49]

## Radio
- George Melly's Owning Up – serie radiofonica, episodi 1x01-1x02-1x03 (1996)
- Richard Barton: General Practitioner! (1997)
- Hut 33, BBC Radio 4 (2009)[50][51]
- The Golden Age, di Arthur Matthews, 3 episodi (2012)